# Tsubomi
Tsubomi (つぼみ 25 tháng 12 năm 1987 –) là một nữ diễn viên khiêu dâm người Nhật Bản. Cô đến từ Yamaguchi. Cô thuộc về công ti Excelia Promotion. Cô là người quản lí của nhóm hóa trang vòng tròn "@Tsubomi" (@つぼみ) trên Douyin.

## Sự nghiệp
Trước khi vào ngành phim khiêu dâm
Cô đã gọi công ti vì cô nhìn thấy công việc bán thời gian lương cao mà không ghi loại hình công việc ghi trên tạp chí cô nhận được khi đang đi dạo quanh thành phố, hóa ra đó là một công ti phim khiêu dâm. Cô cúp máy ngay lập tức sau khi biết đó là công ti khiêu dâm, nhưng sau đó đã gọi lại và có buổi phỏng vấn với công ti. Cô đã làm trong ngành đồ chơi trước khi vào ngành phim khiêu dâm.
Ra mắt ngành phim khiêu dâm
Nguồn gốc tên diễn của cô là vì cô sinh vào tháng 12 khi hoa vẫn đang trong nụ (tiếng Nhật: Tsubomi/つぼみ). Cô đã kí một hợp đồng độc quyền với S1 và ra mắt ngành phim khiêu dâm vào tháng 4/2006 (4 tháng sau sinh nhật 18 tuổi). Sau đó, cô đã đóng khoảng 6 phim cho S1.
Năm 2007, cô đã kí hợp đồng độc quyền với nhà sản xuất Kasakura. Ngày 23/2 cùng năm, phim đầu tiên của cô bởi nhà sản xuất Kasakura "Re-Birth" được xuất bản, và cô đã đóng khoảng 12 phim cho hãng.
Từ năm 2008, cô làm việc với tư cách là nữ diễn viên Kikatan (tự do). Ngày 28/3 cùng năm, cô thông báo trên blog chính thức rằng cô sẽ rời cơ quan chủ quản Sunrise Agency vì sức khỏe yếu. Ngày 15/5 cùng năm, cô thông báo sẽ quay trở lại.
19/2/2009, tại AV Grand Prix 2009, phim "S-Cute ex Special" mà cô đã đóng đạt giải cao nhất trong hạng mục phim chưa có kinh nghiệm, và phim "Tsubomi chảy nước man rợ" (蕾に滴る野蛮な汁 つぼみ) nhận giải xuất sắc trong hạng mục ham muốn.
Năm 2011, cô được chọn làm nữ diễn viên quảng cáo "Real Girls" cho nhãn phim dự kiến Real Works của K.M. Produce. Cuối năm, cô nhận giải AV của năm 2011 bởi Playboy hàng tuần.
Từ ngày 5/1 đến 29/2/2012, cô xếp thứ nhất trong cuộc bầu cử khán giả về dự án kỉ niệm 30 năm phim khiêu dâm (AV30).
Từ tháng 4/2012, cô là thành viên của nhóm hỗ trợ phim khiêu dâm "AIDL5" của SkyPerfecTV! cùng với Satō Haruki, Katō Rina, Ogura Nana và Naruse Kokomi trong thời hạn sáu tháng. Tháng 6 cùng năm, số lần cô xuất hiện trong các sản phẩm nghệ thuật vượt qua mốc 1000 (bao gồm các lần trích dẫn và tổng hợp).
Cô thông báo trên Twitter rằng cô sẽ là nữ diễn viên độc quyền của MOODYZ và Wanz Factory từ tháng 9/2013.
Từ 17/10 đến 22/10/2017, cô xuất hiện trong buổi trình diễn sân khấu "Lựa chọn tuyệt vời của Enomoto Gurimu tập 2 "Thỏ trên cung trăng"". Thêm vào đó, đây là lần đầu tiên cô biểu diễn trên sân khấu.
Tháng 12/2020, cô xếp thứ 31 trong bảng "FLASH 2020 BEST100 diễn viên đang hoạt động gợi cảm nhất" được bầu bằng cách lấy ý kiến độc giả. Tháng 4/2021, cô xếp thứ 10 trong bảng "bầu cử nữ diễn viên phim khiêu dâm SEXY đang hoạt động 2021" của Asahi Geino. Tháng 8 cùng năm, cô xếp thứ 69 trong "Bảng xếp hạng FLASH 2021 diễn viên nữ gợi cảm chọn bởi 300 độc giả".
9/2/2022, cô thông báo trên Twitter rằng cô sẽ ngừng hoạt động dưới tên "Tsubomi" từ tháng 4 cùng năm và rời ngành phim khiêu dâm. Sự kiện này được miêu tả trong báo điện tử ETtoday của Đài Loan là "Nữ diễn viên lolita Lôi Thần (tên tiếng Trung của cô) bỏ nghề!" (蘿莉系AV女優「蕾神」不幹了!).
Sự kiện lớn cuối cùng của cô năm ngoái "Tsubomi Matsuri...tốt nghiệp" được tổ chức tại Tokyo vào ngày 16/4. Trong đó, cô đã hát bài "Yume Hanabi/夢花火" (Pháo hoa trong mơ) được cô thu vào năm 2010 với nghệ danh Tsubomi.
Hoạt động âm nhạc
Để tăng danh tiếng của mình, vào ngày 1/12/2010, cô đã phát hành trực tuyến bài hát đơn Yume Hanabi/夢花火" (Pháo hoa trong mơ) dưới nghệ danh TSUBOMI.
Thương hiệu thời trang
Thương hiệu bán hàng trực tuyến nhượng quyền chính thức của cô "TSUBOMIN" được mở vào ngày 13/2/2016 (ngày Tsubomi).

## Đời tư
Là một cô gái kiểu lolita, cô thường đóng các vai những cô gái ngây thơ và em gái. Sau khi cô hủy hợp đồng độc quyền với S1, cô đã đóng nhiều phim khó diễn. Cô không phải kiểu người bạo dâm hay tự bạo, nhưng cô tự nhận bản thân "giống kiểu M (bạo lực) nếu bạn muốn". Cô cũng được gọi là "nữ thần loli" bởi những nữ diễn viên đóng chung vì độ dài sự nghiệp và độ nổi tiếng của cô. Nickname của cô là "Trinh nữ danh dự trọn đời".
Sở thích của cô bao gồm, sưu tầm đồ đắt tiền, đọc sách, chơi dương cầm, và chơi với chó. Cô cập nhật trên blog gần như hàng ngày, và cô luôn luôn trò chuyện cùng người hâm mộ, như trả lời các bình luận. Cô có nuôi một con chó tên là Fusuke.
Vì cô trả lời những lời gọi của bố mẹ, cô được cho rằng là có "tai kém" (trên thực tế, tai cô ổn, nhưng cô chỉ bị lãng tai), và cô bị ép học chơi dương cầm từ 3 đến 16 tuổi. Vì mục tiêu là luyện tập tai, đến khi cô 16 tuổi, cô tham gia lớp chuyên các bài học lắng nghe và luyện giọng. Chính vì điều này, cô ghi "chơi dương cầm" trong mục sở thích, nhưng cô chưa chạm vào đàn trong hơn 10 năm, và nói rằng kĩ năng dương cầm của cô vào năm 2022 như trẻ sơ sinh. Cô cảm thấy thất vọng, nên vào năm 2020 cô đã mua đàn dương cầm lớn cùng phòng cách âm, và cô cảm thấy đủ thú vị để chơi dương cầm trong 4 bức tường trong nhiều giờ (ví dụ, cô có thể chơi cuốn nhạc phổ "Hanon" trong một giờ không chán).